# Orlec
Orlec est une localité de Croatie située dans la municipalité de Cres, dans le comitat de Primorje-Gorski Kotar. En 2001, la localité comptait 122 habitants.

## Démographie
| 1948 | 1953 | 1961 | 1971 | 1981 | 1991 | 2001 |
| ---- | ---- | ---- | ---- | ---- | ---- | ---- |
| 425  | 400  | 382  | 309  | 241  | 148  | 122  |